# Propanidid
Propanidid ist ein Derivat des im Gewürznelkenöl enthaltenen Eugenols.

## Eigenschaften
Propanidid wurde mit Cremophor-EL als Lösungsvermittler für intravenöse Kurznarkosen unter dem Markennamen Epontol angewandt. 1962 wurde es von Bayer patentiert und 1965 zur klinischen Anwendung zugelassen. Es verteilte sich im Körper schnell und bewirkte ein angenehmes Einschlafen und rasches Erwachen nach drei bis vier Minuten. Es war daher für chirurgische Kurzeingriffe (etwa Einrenkungen) gut geeignet.

## Synthese
Eugenol wird zunächst acetyliert; anschließend wird das Acetat oxidiert, wobei die Doppelbindung des Eugenols gespalten wird und 4-Acetoxy-3-Methoxyphenylessigsäure entsteht. Die Acetylgruppe wird wieder abgespalten; anschließend wird die freie Säure mit Propanol verestert. Zuletzt wird die phenolische Hydroxygruppe mit Chloressigsäurediethylamid im Sinne einer Williamson-Ethersynthese umgesetzt.